# Гульєльмо Пезенті
Гульєльмо Пезенті (італ. Guglielmo Pesenti, 18 грудня 1933 — 12 липня 2002) — італійський велогонщик.
Срібний призер Олімпійських Ігор 1956 року в індивідуальному спринті.